# Manfred Nerlinger
Manfred Nerlinger (Múnich, 27 de septiembre de 1960) es un deportista alemán que compitió en halterofilia.
Participó en cuatro Juegos Olímpicos de Verano, obteniendo en total tres medallas: bronce en Los Ángeles 1984 (categoría de +110 kg), plata en Seúl 1988 (+110 kg) y bronce en Barcelona 1992 (+110 kg), y el 6 lugar en Atlanta 1996.
Ganó cinco medallas en el Campeonato Mundial de Halterofilia entre los años 1984 y 1993, y cinco medallas en el Campeonato Europeo de Halterofilia entre los años 1988 y 1995.

## Palmarés internacional
| Representando a la RFA   |                              |                   |           |
| Juegos Olímpicos         |                              |                   |           |
| Año                      | Lugar                        | Medalla           | Categoría |
| 1984                     | Los Ángeles (Estados Unidos) | Medalla de bronce | +110 kg   |
| 1988                     | Seúl (Corea del Sur)         | Medalla de plata  | +110 kg   |
| Campeonato Mundial       |                              |                   |           |
| Año                      | Lugar                        | Medalla           | Categoría |
| 1984                     | Los Ángeles (Estados Unidos) | Medalla de bronce | +110 kg   |
| 1985                     | Södertälje (Suecia)          | Medalla de bronce | +110 kg   |
| 1986                     | Sofía (Bulgaria)             | Medalla de plata  | +110 kg   |
| Campeonato Europeo       |                              |                   |           |
| Año                      | Lugar                        | Medalla           | Categoría |
| 1988                     | Cardiff (Reino Unido)        | Medalla de bronce | +110 kg   |
| 1990                     | Ålborg (Dinamarca)           | Medalla de plata  | +110 kg   |
| Representando a Alemania |                              |                   |           |
| Juegos Olímpicos         |                              |                   |           |
| Año                      | Lugar                        | Medalla           | Categoría |
| 1992                     | Barcelona (España)           | Medalla de bronce | +110 kg   |
| Campeonato Mundial       |                              |                   |           |
| Año                      | Lugar                        | Medalla           | Categoría |
| 1991                     | Donaueschingen (Alemania)    | Medalla de plata  | +108 kg   |
| 1993                     | Melbourne (Australia)        | Medalla de plata  | +108 kg   |
| Campeonato Europeo       |                              |                   |           |
| Año                      | Lugar                        | Medalla           | Categoría |
| 1991                     | Władysławowo (Polonia)       | Medalla de plata  | +110 kg   |
| 1993                     | Sofía (Bulgaria)             | Medalla de oro    | +108 kg   |
| 1995                     | Varsovia (Polonia)           | Medalla de plata  | +108 kg   |